# آتاری جگوار
آتاری جگوار (به انگلیسی: Atari Jaguar) یک کنسول بازی ویدئویی است که توسط شرکت آتاری ساخته شده و در نوامبر ۱۹۹۳ در آمریکای شمالی منتشر شده‌است. این قسمت از نسل پنجم کنسول‌های بازی ویدیویی، با ۱۶ بیتی سگا مگا درایو و سوپر نیتندو و ۳۲ بیتی ۳ دی او که در همان سال عرضه شد، رقابت کرد. آتاری با وجود دو پردازنده ۳۲ بیتی سفارشی - تام و جری - علاوه بر موتورولا ۶۸۰۰۰، آن را به عنوان اولین سیستم بازی ۶۴ بیتی جهان با تأکید بر گذرگاه ۶۴ بیتی خود به بازار عرضه کرد. آتاری جگوار همراه با سایبرمورف به عنوان بازی بسته‌بندی راه اندازی شد.
توسعه در آتاری جگوار در اوایل دهه ۱۹۹۰ توسط فناوری فلر آغاز شد که کنسول آتاری پنتر لغو شده را نیز طراحی کرد. معماری چند تراشه ای، اشکالات سخت‌افزاری و فاقد ابزار پشتیبانی از توسعه دهنده، توسعه بازی را با مشکل روبرو کرده‌است. فروش خیره کننده بیشتر به عدم پشتیبانی شخص ثالث از این کنسول کمک کرد. کتابخانه بازی شامل تنها ۵۰ عنوان دارای مجوز، به علاوه ۱۳ بازی دیگر در لوح فشرده جاگوار بود.
آتاری با افزودن سی دی مخصوص آتاری جگوار و بازاریابی آتاری جگوار به عنوان کنسول ارزان قیمت نسل بعدی، با برچسب قیمتی بیش از ۱۰۰ دلار کمتر از سایر رقبای خود، سعی در افزایش عمر سیستم داشت. با عرضه سگا ساترن و پلی استیشن در سال ۱۹۹۵، فروش جگوار همچنان رو به کاهش رفت. قبل از اینکه در سال ۱۹۹۶ متوقف شود، بیش از ۲۵۰۰۰۰ دستگاه فروخت. شکست تجاری جگوار باعث شد آتاری بازار کنسول را ترک کند.
پس از آنکه هاسبرو اینتراکتیو تمام خصوصیات آتاری را بدست آورد، حق ثبت اختراع آتاری جگوار در دامنه عمومی منتشر شد، با این کنسول یک سیستم عامل باز اعلام شد. از زمان قطع آن، علاقه‌مندان بازی‌هایی را برای سیستم تولید کرده‌اند.

## پیشرفت ها
جگوار توسط اعضای Flare Technology، شرکتی که توسط مارتین برنان و جان ماتیسون تشکیل شده بود، توسعه یافت. این تیم ادعا کرده بود که نه تنها می‌توانند کنسولی برتر از سگا جنسیس یا سوپر نینتندو بسازند، بلکه این کنسول می‌تواند بسیار مقرون به صرفه تر نیز باشد. شرکت آتاری که تحت تاثیر کار آنها بروی سیستم Konix Multisystem ( که یک نوع سیستم بازی ویدئویی بود ) قرار گرفته بود آنها را متقاعد کرد کرد که شرکت Flare را ببندند و شرکتی به نام Flare II راه بیندازند که شرکت آتاری بودجه ی آنها را تامین میکرد. یکی معماری 32 بیتی (با اسم رمز Panther) و دیگری یک سیستم 64 بیتی (با اسم رمز جگوار) بود. کار بر روی طراحی جگوار سریعتر از حد انتظار پیشرفت کرد، بنابراین آتاری پروژه Panther را لغو کرد تا بر روی پروژه جگوار که امید بیشتری به آن داشتند تمرکز کنند.
جگوار در آگوست 1993 در نمایشگاه سرگرمی شیکاگو رونمایی شد. برای آماده‌سازی و راه‌اندازی این کنسول جدید، خط تولید کامپیوتری Atari ST متوقف شد و پشتیبانی از سیستم‌های قبلی مانند Atari 2600 و خانواده 8 بیتی Atari، که قبلاً در 1 ژانویه 1992 کنار گذاشته شده بود، متوقف شد. تمام 20000 دستگاه جگوار در طول راه‌اندازی آزمایشی آن در سال 1993 فروخته شد.

## فروش در بازار
جگوار در 23 نوامبر 1993 با قیمت 249.99 دلار و تحت قرارداد ساخت 500 میلیون دلاری با شرکت IBM به بازار عرضه شد. این سیستم در ابتدا فقط در بازارهای آزمایشی شهر نیویورک و سانفرانسیسکو با شعار "خودت حساب و کتاب کن" و ادعای برتری نسبت به سیستم های 16 بیتی و 32 بیتی رقیب در دسترس بود. در طول این فروش آزمایشی، آتاری تمام 20000 دستگاه را فروخت به این امید که بتواند از این سیستم پشتیبانی کند. انتشار سراسری شش ماه بعد، در اوایل سال 1994 انجام شد. مجله ی Electronic Gaming Monthly در ژانویه 1994 نوشت که جگوار "یک کنسول عالی در جستجوی پایگاه توسعه دهنده/مشتری" بود، زیرا آتاری مجبور بود بر "ننگ نام خود (فقدان بازاریابی و پشتیبانی مشتری و همچنین روابط ضعیف با توسعه دهندگان غلبه کند. در گذشته)".
کنسول جگوار برای دستیابی به یک پایگاه کاربری قابل توجه، تلاش زیادی کرد. آتاری گزارش داد که 17000 دستگاه را به عنوان بخشی از بازار آزمایش اولیه سیستم در سال 1993به فروش رسانده است. در پایان سال 1994، گزارش داد که تقریباً 100000 دستگاه فروخته است.

## جنجالی به نام بیت
آتاری سعی کرد با اعلام اینکه جگوار تنها سیستم "64 بیتی" است، کنسول های رقیب را کم اهمیت جلوه دهد. این ادعا توسط برخی مورد تردید قرار گرفت، زیرا پردازنده موتورولا 68000 و پردازنده های کمکی تام و جری مجموعه دستورالعمل های 32 بیتی را اجرا می کنند. استدلال آتاری مبنی بر اینکه تراشه‌های 32 بیتی تام و جری با هم کار می‌کنند تا یک سیستم 64 بیتی را جمع کنند، در سرمقاله‌ای کوچک توسط Electronic Gaming Monthly مورد تمسخر قرار گرفت، این مجله اظهار داشت: «اگر سگا هم بخواهد همانطور که آتاری سیستم 64 بیتی جگوار محاسبه کرده، سیستم کنسول سگا ساترن را حساب کند، سگا ساترن یک سیستم 112 بیتی ابرقدرت خواهد بود."

## توقف تولید
در نوامبر 1995، اخراج انبوه کارکنان و اظهارات بعضی از آنها به چنین گمانه زنی هایی دامن زد که آتاری هم توسعه و هم ساخت جگوار را متوقف کرده است و به سادگی سعی می کند سهام موجود شرکت را قبل از خروج از صنعت بازی های ویدیویی بفروشد. اگرچه آتاری به انکار این نظریه‌ها در سال 1996 ادامه داد، اما توسعه‌دهندگان اصلی جگوار که High Voltage و Beyond Games نام داشتند، اظهار کردند که دیگر ارتباطاتی از آتاری در مورد پروژه‌های بازی برای کنسول جگوار در آینده دریافت نمی‌کنند. در پرونده های شرکتی آتاری در 12 آوریل 1996 چنین ثبت شده است که آتاری به سهامداران اطلاع داد که درآمدهایش بیش از نصف کاهش یافته است، درآمد بالغ از 38.7 میلیون دلار در سال 1994 به 14.6 میلیون دلار در سال 1995 کاهش یافته است. این پرونده تأیید کرد که آتاری، کنسول جگوار را در نوامبر 1995 رها کرده بود و در ماه‌های بعدی عمدتاً درگیر انحلال موجودی محصولات جگوار بود. در 8 آوریل 1996، شرکت آتاری موافقت کرد که با JTS Inc در یک تصاحب معکوس ادغام شود، این ادغام در 30 جولای نهایی شد.

## مشخصات فنی
تراشه تام، 26.59 مگاهرتز
واحد پردازش گرافیکی (GPU) – معماری RISC 32 بیتی، رم داخلی 4 کیلوبایتی، تمامی جلوه های گرافیکی مبتنی بر نرم افزار هستند و دستورالعمل های اضافی برای عملیات سه بعدی در نظر گرفته شده است.
پردازشگر شی - پردازنده ویدیویی با عملکرد ثابت 64 بیتی، لیست های نمایش را در زمان اسکن به خروجی ویدیو تبدیل می کند.
Blitter – عملیات منطقی 64 بیتی با سرعت بالا، z-buffering و Gouraud shading، با ثبات های داخلی 64 بیتی.
کنترلر DRAM، مدیریت حافظه 8، 16، 32 و 64 بیتی
تراشه جری، 26.59 مگاهرتز
پردازنده سیگنال دیجیتال – معماری RISC 32 بیتی، رم داخلی 8 کیلوبایت
هسته RISC مشابه به عنوان GPU، دستورالعمل های اضافی در نظر گرفته شده برای عملیات صوتی
صدای با کیفیت CD (16 بیت استریو) 
تعداد کانال های صوتی محدود شده توسط نرم افزار: دو DAC (استریو) داده های دیجیتال را به سیگنال های صوتی آنالوگ تبدیل می کنند.
قابلیت کامل استریو
سنتز Wavetable و سنتز 
بلوک کنترل ساعت، دارای تایمر، و 
کنترل جوی استیک
موتورولا 68000 - پردازنده سیستم "به عنوان مدیر استفاده می شود".
پردازنده کنترل 16/32 بیتی با هدف عمومی، 13.295 مگاهرتز

## میراث
تِلِگیمز پس از توقف تولید جگوار به انتشار بازی‌های خود ادامه داد و برای مدتی تنها شرکتی بود که این کار را انجام داد. در ۱۴ مه ۱۹۹۹ هاسبرو اینتراکتیو اعلام کرد که تمام اختراع ثبت شده را به آتاری جگوار منتشر کرده و آن را به عنوان یک پلتفرم باز اعلام کرده‌است. این درها را برای توسعه گسترده تولید دم خانگی باز کرد. پس از اعلام این خبر، Songbird Productions به شرکت Telegames پیوست و بازی‌های ناتمام جگوار را در کنار بازی‌های جدید منتشر کرد تا طرفداران کنسول را راضی کند. هاسبرو اینتراکتیو، همراه با تمام خواص آتاری، در تاریخ ۲۹ ژانویه ۲۰۰۱ بهاینفوگرف پیوست

## بازی ها
معروف ترین بازی های کنسول جگوار Area 51، Maximum Force، 3 On 3 Basketball، Fishin' Frenzy، Freeze و Vicious Circle هستند.